# جانی وگاس
جانی وگاس (انگلیسی: Johnny Vegas؛ زادهٔ ۵ سپتامبر ۱۹۷۰) یک هنرپیشه، فیلم‌نامه‌نویس، و تهیه‌کننده است.
او در فیلم توپ سیاه بازی کرده‌است.

## زندگی شخصی
وگاس در اوت ۲۰۰۲  با کاترین «کیتی» دونلی ازدواج کرد. او عکس‌های عروسی خودش را به قیمت یک پوند به مجله ویز فروخت. ازدواج آنها در کریسمس ۲۰۰۶ به پایان رسید و از هم طلاق گرفتند.

در آوریل ۲۰۱۱ وگاس با مجری تلویزیون ایرلندی مایا دانفی در سویل ازدواج کرد. آنها در ژانویه ۲۰۱۵ اعلام کردند که در انتظار اولین فرزندشان هستند. این زوج در سال ۲۰۱۷ از هم جدا شدند اما این جدایی زیاد دوام نیاورد و باهم آشتی کردند. این دونفر در سال ۲۰۲۰ به‌صورت رسمی از یکدیگر جدا شدند.
در ژوئیه ۲۰۱۴، وگاس دکترای افتخاری خود را از دانشگاه اج هیل دریافت کرد.